# Campionato nordico di calcio 1948-1951
Il Campionato nordico di calcio 1948-1951 (Nordisk Mesterskap 1948-1951) fu la quinta edizione del Campionato nordico di calcio, competizione calcistica per nazione riservata ai paesi scandinavi. La competizione si svolse in forma itinerante dal 12 giugno 1948 al 21 ottobre 1951 e vide la partecipazione di quattro squadre: Danimarca, Finlandia, Norvegia e Svezia.

## Formula
- Qualificazioni

Nessuna fase di qualificazione. Le squadre sono qualificate direttamente alla fase finale.
- Fase finale

Girone unico - 4 squadre, giocano partite di andata e ritorno per due turni. La vincente si laurea campione dei Paesi Nordici.

## Squadre partecipanti
| Pr. | Squadra   | Data di qualificazione certa | Partecipante in quanto | Partecipazioni precedenti al torneo            | Ultima presenza |
| --- | --------- | ---------------------------- | ---------------------- | ---------------------------------------------- | --------------- |
| 1   | Danimarca | -                            | Qualificata di diritto | 4 (1924-1928, 1929-1932, 1933-1936, 1937-1947) | 1937-1947       |
| 2   | Finlandia | -                            | Qualificata di diritto | 3 (1929-1932, 1933-1936, 1937-1947)            | 1937-1947       |
| 3   | Norvegia  | -                            | Qualificata di diritto | 4 (1924-1928, 1929-1932, 1933-1936, 1937-1947) | 1937-1947       |
| 4   | Svezia    | -                            | Qualificata di diritto | 4 (1924-1928, 1929-1932, 1933-1936, 1937-1947) | 1937-1947       |

Nella sezione "partecipazioni precedenti al torneo", le date in grassetto indicano che la nazione ha vinto quella edizione del torneo, mentre le date in corsivo indicano la nazione ospitante.

## Fase finale

### Girone unico

#### Classifica
| Pos | Squadra   | P.ti | G  | V | N | P | GF | GS | DR  |
| --- | --------- | ---- | -- | - | - | - | -- | -- | --- |
| 1   | Svezia    | 16   | 12 | 7 | 2 | 3 | 36 | 22 | +14 |
| 2   | Danimarca | 14   | 12 | 7 | 0 | 5 | 19 | 15 | +4  |
| 3   | Norvegia  | 13   | 12 | 5 | 3 | 4 | 23 | -1 |     |
| 4   | Finlandia | 5    | 12 | 1 | 3 | 8 | 11 | 28 | -17 |

#### Risultati
| Arbitro: | Dahlner |

|               |           |                  |
| I. Jensen 24’ | Marcatori | 37’, 50’ Sørdahl |

| Arbitro: | Eklind |

|  |           |                                                   |
|  | Marcatori | 11’ (rig.) J. Hansen 56’ Christiansen 88’ Lyngsaa |

| Arbitro: | Eklind |

|                  |           |  |
| Sørensen 2’, 50’ | Marcatori |  |

| Arbitro: | Ludvig Jørkov |

|                             |           |                                  |
| Lehtovirta 37’ Rytkönen 43’ | Marcatori | 36’ (rig.) Tapper 70’ Mårtensson |

| Arbitro: | Aksel Asmussen |

|                                     |           |                                 |
| Dahlen 11’ Thoresen 33’ Sørdahl 84’ | Marcatori | 24’, 44’, 62’, 74’, 80’ Nordahl |

| Arbitro: | Reader |

|              |           |  |
| Liedholm 20’ | Marcatori |  |

| Arbitro: | Aksel Asmussen |

|             |           |              |
| Vaihela 33’ | Marcatori | 89’ Sørensen |

| Arbitro: | Wolf |

|  |           |                                  |
|  | Marcatori | 28’ Reckendorff 84’ J. P. Hansen |

| Arbitro: | Dahlner |

|  |           |                            |
|  | Marcatori | 14’ Asikainen 25’ Rytkönen |

| Arbitro: | Ludvig Jørkov |

|                                                                   |           |            |
| Jönsson 7’, 9’, 17’ Rydell 27’, 75’, 83’ Palmér 41’ Jakobsson 89’ | Marcatori | 4’ Vaihela |

| Arbitro: | Valdemar Laursen |

|                                        |           |                              |
| Lindskog 60’ Jeppson 76’ Simonsson 79’ | Marcatori | Bredesen 15’, 89’ Hennum 75’ |

| Arbitro: | Dahlner |

|                                                       |           |                          |
| C. Petersen 62’ J. W. Hansen 65’ E. Hansen 85’ (rig.) | Marcatori | 27’ Jeppson 79’ Mellberg |

| Arbitro: | Sjöberg |

|                                                                    |           |  |
| P. E. Petersen 21’ E. Hansen 38’ J. P. Hansen 48’ A. R. Jensen 58’ | Marcatori |  |

| Arbitro: | Narvestad |

|               |           |                                |
| Asikainen 72’ | Marcatori | 20’ P. E. Petersen 73’ Seebach |

| Arbitro: | Ludvig Jørkov |

|                                                |           |           |
| Bredesen 10’ V. Andresen 50’, 52’ Thoresen 81’ | Marcatori | 87’ Lilja |

| Arbitro: | Aksel Asmussen |

|  |           |           |
|  | Marcatori | 82’ Rosén |

| Arbitro: | Folke Nyberg |

|             |           |                                  |
| Karlsen 88’ | Marcatori | 53’, 79’ Egon Jönsson 55’ Palmér |

| Arbitro: | Pedersen |

|                                                |           |  |
| Granqvist 29’ Jönsson 30’ Bengtsson 38’ Ek 40’ | Marcatori |  |

| Arbitro: | John Nilsson |

|             |           |              |
| Vaihela 41’ | Marcatori | 64’ Bredesen |

| Arbitro: | Johan Narvestad |

|                                 |           |                            |
| Lundqvist 33’, 70’ Eriksson 88’ | Marcatori | 11’ Vaihela 29’ Lehtovirta |

| Arbitro: | Nilsson |

|                                   |           |  |
| Thoresen 26’ Jørgensen 40’ (aut.) | Marcatori |  |

| Arbitro: | Eklind |

|                |           |  |
| Staalgaard 39’ | Marcatori |  |

| Arbitro: | Valdemar Laursen |

|                                 |           |                                                      |
| Rydell 13’, 52’ Lind 23’ (rig.) | Marcatori | Karlsen 5’ (rig.), 71’ (rig.) Dahlen 6’ Bredesen 64’ |

| Arbitro: | Pedersen |

|                                           |           |             |
| Rasmussen 25’ Lundberg 34’ Staalgaard 35’ | Marcatori | 72’ Jönsson |

## Statistiche

### Classifica marcatori
| Gol |  |  | Giocatore          | Squadra   |
| --- |  |  | ------------------ | --------- |
| 7   |  |  | Egon Jönsson       | Svezia    |
| 5   |  |  | Per Bredesen       | Norvegia  |
| 5   |  |  | Gunnar Nordahl     | Svezia    |
| 5   |  |  | Ingvar Rydell      | Svezia    |
| 4   |  |  | Jorma Vaihela      | Finlandia |
| 3   |  |  | Harry Boye Karlsen | Norvegia  |
| 3   |  |  | Jann Sørdal        | Norvegia  |
| 3   |  |  | Odd Wang Sørensen  | Norvegia  |
| 3   |  |  | Gunnar Thoresen    | Norvegia  |
| 3   |  |  | Kalevi Lehtovirta  | Finlandia |